# فلسکه
قله فلسکه در رشته کوه بینالود واقع شده‌است. این قله با ارتفاع حدود ۳٫۱۵۰ متر از سطح دریا یکی از مرتفع‌ترین قله‌های استان خراسان رضوی است. قله فلسکه به دلیل اختلاف ارتفاع چشمگیری که با ارتفاعات اطراف خود دارد از بیشتر نقاط شهر مشهد در دوردست قابل دیدن است. مسیر این قله فاقد جانپناه است.

## مسیرها
صعود به این قله از مسیرهای زیر امکان‌پذیر است: 
- شهر درود - آبشار.
- روستای کنگ - درهٔ کنگ کوچک.
- روستای کنگ - درهٔ کنگ بزرگ.
- روستای جاغرق - کردینه.
- روستای دهبار.